# Protea magnifica
Protea magnifica là một loài thực vật có hoa trong họ Quắn hoa. Loài này được Link miêu tả khoa học đầu tiên.